# 김준태 (시인)
김준태(金準泰 ,1948년 7월 10일~)는 대한민국의 시인이다. 1980년 광주민주화운동의 참상을 소재로 광주를 예수와 불사조라고 노래한 아아 광주여, 우리나라의 십자가여라는 시를 썼다. 이 시는 1980년 6월 2일자 전남매일신문 1면에 실려 세상에 널리 알려졌다. 이 신문은 당시 신군부 계엄에 의해 검열 되어 '아아 광주여'라는 제목으로 세상에 나왔다.
당시 시인은 고교 교사로 재직했을 때인데, 저항시를 신문에 게재한 탓에 군사정권의 탄압으로 강제 해직당하기도 했다. 현재 5.18 기념재단 이사장이다

## 생애
1948년 전라남도 해남에서 출생했다.
대학 1학년 재학중인  1969년 〈시인(詩人)〉지에 《시작(詩作)을 그렇게 하면 되나》 · 《어메리카》 · 《신김수영 (新金洙瑛)》 · 《서울역》 · 《아스팔트》 등을 발표하고 전남일보 신춘문예에 《참깨를 털면서》가 당선함으로써 문단에 등장하였다. 시집으로 '참깨를 털면서', '나는 하느님을 보았다', '국밥과 희망', '불이냐 꽃이냐', '칼과 흙', '밭詩', '달팽이 뿔' 등과 영역시집 'Gwangju, Cross of Our Nation', 세계문학 기행집 '세계문학의 거장을 만나다', 남과 북ㆍ해외동포 시인들의 통일시에 해설을 붙인 '백두산아 훨훨 날아라'를 썼다.
조선대학교 독어독문학과를 졸업했다. 전남고등학교 교사 , 신북중학교 교사, 광주매일 편집국 부국장 , 광주매일신문 편집국 문화부 부장, 조선대학교 초빙교수 등을 지냈다.

## 아아 광주여, 우리나라의 십자가여
아아, 광주여 무등산이여
죽음과 죽음 사이에
피눈물을 흘리는
우리들의 영원한 청춘의 도시여

우리들의 아버지는 어디로 갔나
우리들의 어머니는 어디서 쓰러졌나
우리들의 아들은
어디에서 죽어 어디에 파묻혔나
우리들의 귀여운 딸은
또 어디에서 입을 벌린 채 누워 있나
우리들의 혼백은 또 어디에서
찢어져 산산이 조각나버렸나

하느님도 새떼들도
떠나가버린 광주여
그러나 사람다운 사람들만이
아침저녁으로 살아남아
쓰러지고, 엎어지고, 다시 일어서는
우리들의 피투성이 도시여
죽음으로써 죽음을 물리치고
죽음으로써 삶을 찾으려 했던
아아 통곡뿐인 남도의
불사조여 불사조여 불사조여

해와 달이 곤두박질치고
이 시대의 모든 산맥들이
엉터리로 우뚝 솟아 있을 때
그러나 그 누구도 찢을 수 없고
빼앗을 수 없는
아아, 자유의 깃발이여
살과 뼈로 응어리진 깃발이여

아아, 우리들의 도시
우리들의 노래와 꿈과 사랑이
때로는 파도처럼 밀리고
때로는 무덤을 뒤집어쓸지언정
아아, 광주여 광주여
이 나라의 십자가를 짊어지고
무등산을 넘어
골고다 언덕을 넘어가는
아아, 온몸에 상처뿐인
죽음뿐인 하느님의 아들이여

정말 우리는 죽어버렸나
더 이상 이 나라를 사랑할 수 없이
더 이상 우리들의 아이들을
사랑할 수 없이 죽어버렸나
정말 우리들은 아주 죽어버렸나

충장로에서 금남로에서
화정동에서 산수동에서 용봉동에서
지원동에서 양동에서 계림동에서
그리고 그리고 그리고 ……
아아, 우리들의 피와 살덩이를
삼키고 불어오는 바람이여
속절없는 세월의 흐름이여

아아, 살아남은 사람들은
모두가 죄인처럼 고개를 숙이고 있구나
살아남은 사람들은 모두가
넋을 잃고 밥그릇조차 대하기
어렵구나 무섭구나
무서워 어쩌지도 못하는구나

아아, 광주여 무등산이여
죽음과 죽음을 뚫고 나가
백의의 옷자락을 펄럭이는
우리들의 영원한 청춘의 도시여
불사조여 불사조여 불사조여
이 나라의 십자가를 짊어지고
골고다 언덕을 다시 넘어오는
이나라의 하느님 아들이여

예수는 한 번 죽고
한 번 부활하여
오늘가지 아니 언제까지 산다던가
그러나 우리들은 몇백 번을 죽고도
몇백 번을 부활할 우리들의 참사랑이여
우리들의 빛이여, 영광이여, 아픔이여
지금 우리들은 더욱 살아나는구나
지금 우리들은 더욱 튼튼하구나
지금 우리들은 더욱
아아, 지금 우리들은
어깨와 어깨뼈와 뼈를 맞대고
이 나라의 무등산을 오르는구나
아아, 미치도록 푸르른 하늘을 올라
해와 달을 입맞추는구나

광주여 무등산이여
아아, 우리들의 영원한 깃발이여
꿈이여 십자가여
세월이 흐르면 흐를수록
더욱 젊어져 갈 청춘의 도시여
지금 우리들은 확실히
굳게 뭉쳐 있다 확실히 굳게 손잡고 일어선다.

## 시의 영향
시인은 이 시에서 광주를 '이 나라의 십자가를 짊어지고 골고다 언덕을 다시 넘어오는' 예수에 비유하면서 '죽음으로써 죽음을 물리치고 죽음으로써 삶을 찾으려 했던 불사조'라고 노래했다. 이 시는 나중에 전문이 외신으로 번역되어 5ㆍ18의 참상과 고립무원이었던 광주의 상황을 세계에 알리는 계기가 됐다.
이후 이 시는 김 시인도 모르는 사이에 미국 하버드대 영문과 교수인 데이비드 맥캔 박사에 의해 시집 'Gwangju, Cross of Our Nation'이라는 제목으로 영역돼 미국 등 영어권 나라에 소개됐다. 1980년 7월에는 일본 월간지 '세카이'(世界)에 시 전문이 일어로 번역돼 실렸고, 대만 타이페이 주립희 교수에 의해 중국어로 번역돼 소개됐다. 또 시카고 메리글로브대 영문과 교수였던 송재평(2013년 작고) 박사 등에 의해 김 시인의 작품 수십 편이 영역됐다.